# Новосинявська сільська рада
Новосиня́вська сільська́ ра́да — адміністративно-територіальна одиниця та орган місцевого самоврядування у Старосинявському районі Хмельницької області. Адміністративний центр — село Нова Синявка.

## Загальні відомості
Новосинявська сільська рада утворена в 1920 році.
- Територія ради: 43,24 км²
- Населення ради: 1 198 осіб (станом на 2001 рік)
- Територією ради протікають річки Південний Буг, Іква

## Населені пункти
Сільській раді підпорядковані населені пункти:
- с. Нова Синявка

## Склад ради
Рада складається з 16 депутатів та голови.
- Голова ради: Осадчук Дмитро В'ячеславович
- Секретар ради: Пилипчук Галина Анатоліївна

### Керівний склад попередніх скликань
| Прізвище, ім'я, по батькові  | Основні відомості                                                 | Дата обрання | Дата звільнення |
| ---------------------------- | ----------------------------------------------------------------- | ------------ | --------------- |
| Осадчук Дмитро В'ячеславович | Сільський голова, 1968 року народження, освіта вища, безпартійний | 26.03.2006   | 31.10.2010      |
| Осадчук Дмитро В'ячеславович | Сільський голова, 1968 року народження, освіта вища, безпартійний | 31.10.2010   |                 |

Примітка: таблиця складена за даними сайту Верховної Ради України

### Депутати
За результатами місцевих виборів 2010 року депутатами ради стали:

#### За суб'єктами висування
| Суб'єкт висування                 | Кількість обраних депутатів | %    |
| --------------------------------- | --------------------------- | ---- |
| Політична партія «Сильна Україна» | 5                           | 31,3 |
| Народна партія                    | 4                           | 25   |
| Політична партія «Фронт Змін»     | 4                           | 25   |
| Самовисування                     | 2                           | 12,5 |
| Єдиний Центр                      | 1                           | 6,3  |

#### За округами
| № округу                          | Прізвище, ім'я, по батькові    | Дата визнання обраним | Освіта             | Партійна приналежність                  | Відомості про обраного депутата                |
| --------------------------------- | ------------------------------ | --------------------- | ------------------ | --------------------------------------- | ---------------------------------------------- |
| Єдиний Центр                      |                                |                       |                    |                                         |                                                |
| 13                                | Беседа Микола Іванович         | 01.11.2010            | вища               | член Єдиного Центру                     | Новосинявська загальноосвітня школа, вчитель   |
| Народна Партія                    |                                |                       |                    |                                         |                                                |
| 2                                 | Ільченко Олег Миколайович      | 01.11.2010            | вища               | член Народної партії                    | тимчасово не працює                            |
| 3                                 | Герасіменко Світлана Василівна | 01.11.2010            | середня спеціальна | член Народної партії                    | Новосинявська сільська рада, секретар          |
| 12                                | Костенко Марина Григорівна     | 01.11.2010            | середня спеціальна | член Народної партії                    | Новосинявська сільська рада, бухгалтер         |
| 14                                | Сириветник Ольга Сергіївна     | 01.11.2010            | середня спеціальна | член Народної партії                    | Магазин, приватний підприємець                 |
| Політична партія «Сильна Україна» |                                |                       |                    |                                         |                                                |
| 1                                 | Ліщишин Леонід Іванович        | 01.11.2010            | середня            | член Політичної партії «Сильна Україна» | ТОВ «Агроінвест», водій                        |
| 4                                 | Сека Михайло Дмитрович         | 01.11.2010            | середня            | член Політичної партії «Сильна Україна» | ТОВ «Агроінвест», різнороб                     |
| 6                                 | Кравчук Віра Іванівна          | 01.11.2010            | вища               | член Політичної партії «Сильна Україна» | Новосинявська АСЛ, сімейний лікар              |
| 7                                 | Донець Володимир Васильович    | 01.11.2010            | середня            | член Політичної партії «Сильна Україна» | ТОВ «Агроінвест», зав. складом                 |
| 9                                 | Пилипчук Галина Анатоліївна    | 01.11.2010            | середня спеціальна | член Політичної партії «Сильна Україна» | ТОВ «Агроінвест», бухгалтер                    |
| Політична партія «Фронт Змін»     |                                |                       |                    |                                         |                                                |
| 5                                 | Хоменко Олексій Климович       | 01.11.2010            | середня            | член Політичної партії «Фронт Змін»     | ТОВ «Агроінвест», зав.автопарком               |
| 8                                 | Білань Віктор Іванович         | 01.11.2010            | середня            | член Політичної партії «Фронт Змін»     | ТОВ «Синівські граніти», екскаваторник         |
| 11                                | Білань Олексій Іванович        | 01.11.2010            | середня            | член Політичної партії «Фронт Змін»     | ТОВ «Новосинявська граніти», екскаваторник     |
| 16                                | Гончарук Світлана Миколаївна   | 01.11.2010            | середня спеціальна | член Політичної партії «Фронт Змін»     | Аптека № 46 Стара Синява, зав.аптечним пунктом |
| Самовисування                     |                                |                       |                    |                                         |                                                |
| 10                                | Шафорост Леся Сергіївна        | 01.11.2010            | вища               | позапартійна                            | Новосинявський ДНЗ «Берізка», бухгалтер        |
| 15                                | Стадник Василь Вікторович      | 01.11.2010            | вища               | позапартійний                           | приватний підприємець                          |